# Evangelische kerk Konz-Karthaus

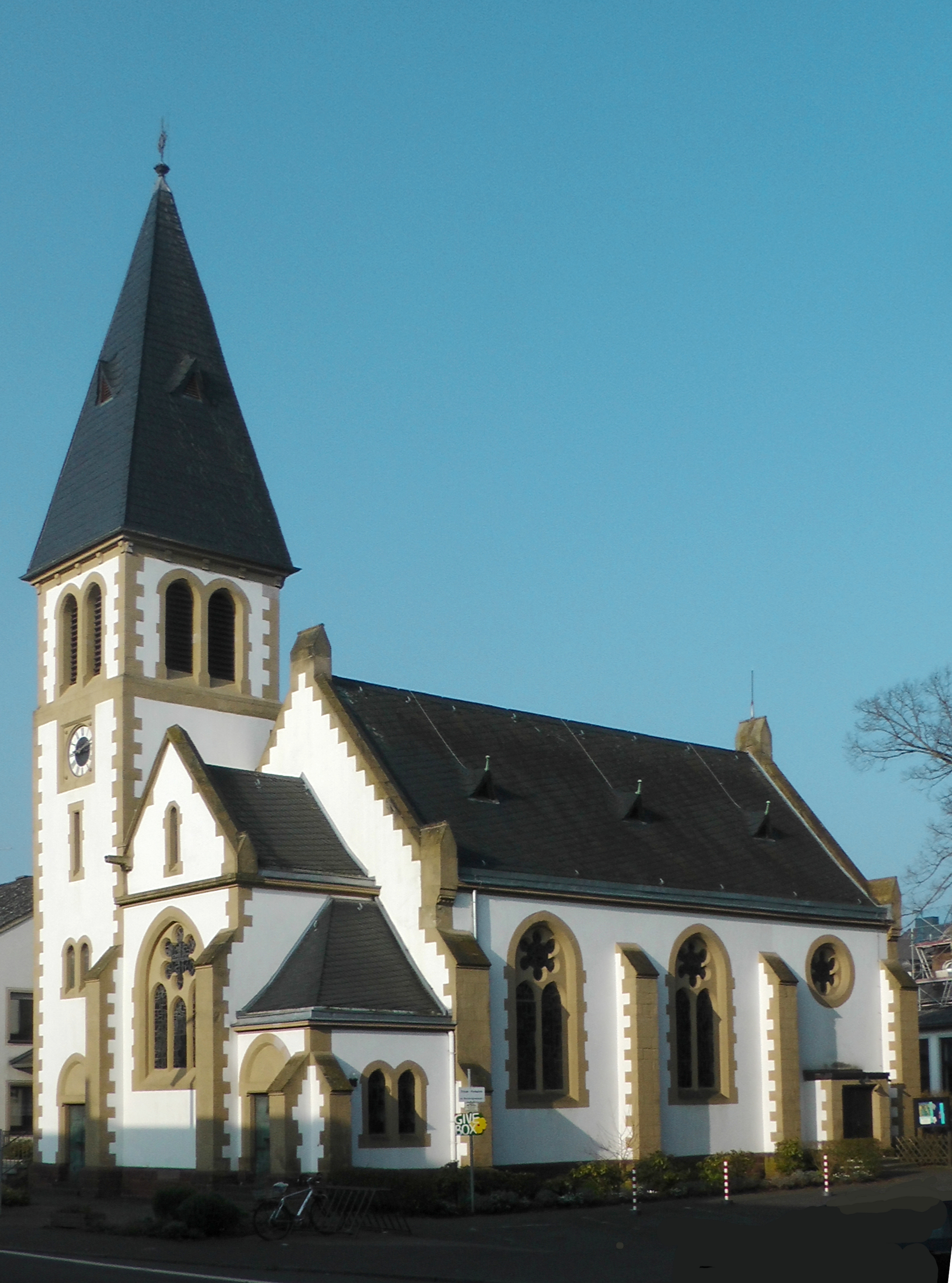
Evangelische kerk Konz-Karthaus vanuit het Oosten

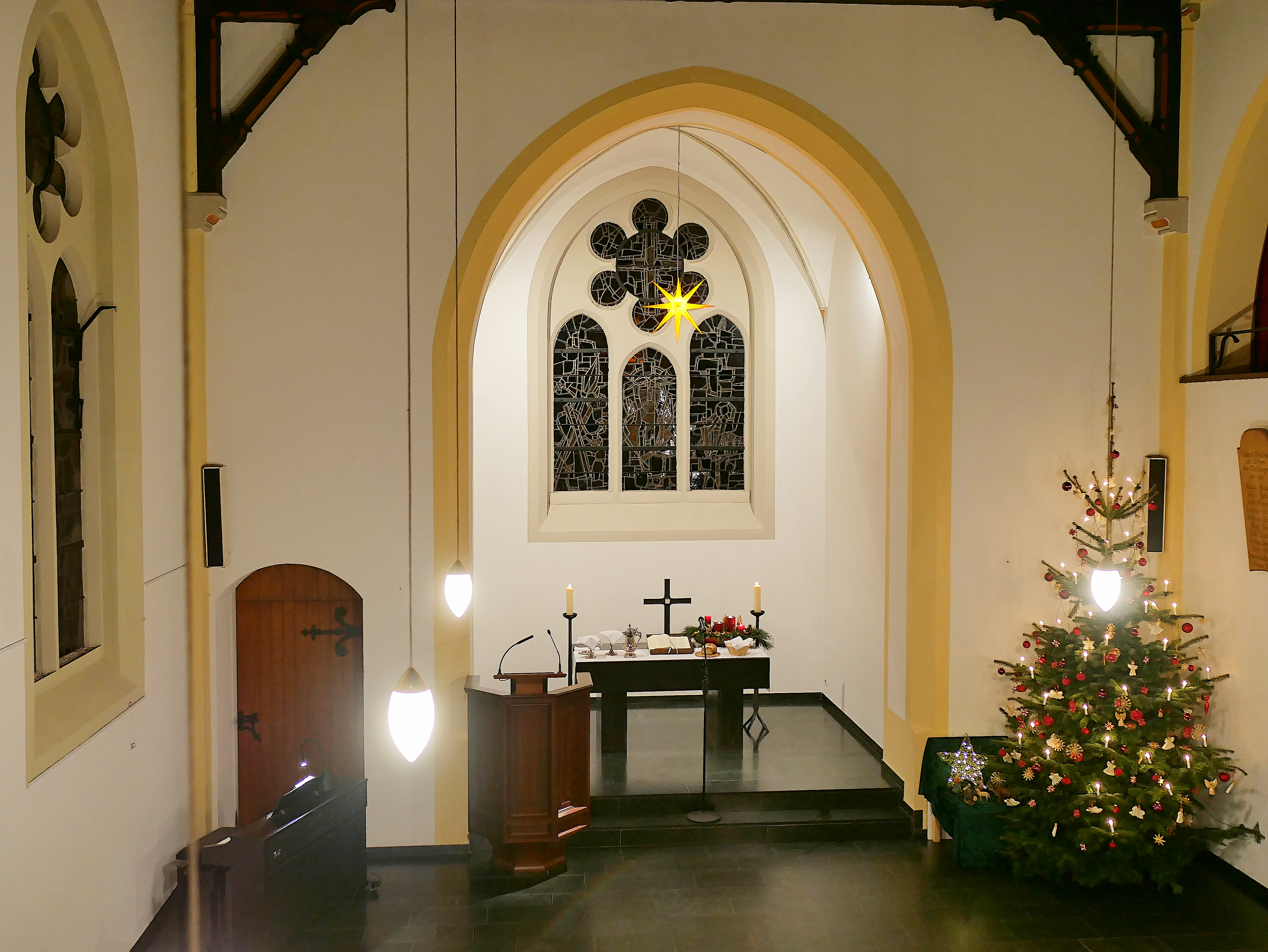
Altaarruimte

De Protestantse Kerk Konz-Karthaus van de gelijknamige kerkgemeente staat in de stad Konz, gebied Trier-Saarburg, in Rijnland-Palts. Ze werd gebouwd tegen het einde van de 19e eeuw voor de door de toestroom nieuw ontstane diasporagemeente in het tot dan toe zuiver katholieke gebied en is tot vandaag haar geestelijk centrum.
Het in 1897 voltooide kerkgebouw, in de stijl van het historisme, is in zijn structuur nagenoeg onveranderd bewaard en staat onder monumentenzorg. Bij de renovatie van 1966 werden grote delen van de originele inrichting vervangen, zoals ook de oorspronkelijke glasramen door de glasramen van de kunstenaar Manfred Freitag uit Oberbillig.

## Geschiedenis

### Voorgeschiedenis
Vanaf midden 19e eeuw groeide ten gevolge van de industrialisatie de toestroom van protestantse christenen in Conz, Merzich en omliggende dorpen aan. De eerste protestantse gelovigen, die zich in 1956/1857 in de destijds nog gescheiden dorpen  Conz (heden: Konz) en Merzich (heden Konz-Karthaus) vestigden, waren bij de spoorwegenbouw tewerkgestelde Rottenarbeiter (spoorwegarbeiders) en beambten. Terwijl de beambten overwegend uit het groot gebied Saarbrücken afkomstig waren, kwamen de spoorwegarbeiders uit St. Wendel en uit de aangrenzende Hunsrück. Een nieuwe, grotere toestroom van protestantse christenen volgde met de uitbouw van het centraal station Karthaus tot spoorwegknooppunt en de ingebruikname van de Königlichen Eisenbahn-Nebenwerkstätte (Koninklijke spoorweg-nevenwerkplaats) Karthaus im Jahr 1879. In 1884 was hun aantal op ongeveer 120 tot 150 gestegen.
De dichtstbijzijnde kerk bevond zich op negen kilometer afstand van Trier. Wegens de moeilijke heenreis zochten de Trierse pastoors in Conz een te huren lokaal, dat voor erediensten geschikt zou zijn, wat in de zuiver katholieke omgeving uiterst moeilijk bleek te zijn. Na het mislukken van de onderhandelingen wendde superintendant Klein zich met succes tot verscheidene instanties in Trier: het Königliche Eisenbahn-Betriebsamt (Koninklijk bedrijfsambt) van Trier stelde een eetzaal in het bestuursgebouw van de Königlichen Nebenwerkstätte (Koninklijke nevenwerkplaats) ter beschikking. De eerste kerkdienst vond plaats op 17 augustus 1884 en de superintendant Klein preekte uit de Handelingen van de apostelen 17, vers 16-34. HTB Vanaf dan werd in Konz vierwekelijks een eredienst gehouden.

### Bouwgeschiedenis
De protestantse gemeente Conz-Karthaus ontstond in 1889 voor de ondertussen meer dan 200 protestanten als vicariaat en is sinds 1895 een zelfstandige parochie. Door de staat Pruisen ondersteund, werd op 9 juli 1896 met de eerstesteenlegging, op een plaats in het midden tussen de toenmalige gemeenten Konz en Merzlich, aan de bouw van de kerk begonnen. Voorafgaandelijk was er in 1892 door een architectenvereniging van Berlijn onder haar leden een wedstrijd uitgeschreven. Daarbij werd het gezamenlijk ontwerp van de architecten Carl Schäfer en Hugo Hartung alsook het project van de architect Georg Lübke onderscheiden. Hoewel de jury in juni 1892 niet onmiddellijk een project voor uitvoering aanprees, sprak de kerkgemeente zich uit voor het ontwerp van Lübke.
Zijn project werd door het Pruisisch Ministerium der öffentlichen Arbeiten (ministerie van openbare werken) op enkele details gewijzigd en door de Trierse Kreisbauinspektor (bouwinspecteur) Brauweiler in 1896/1897 uitgevoerd. De kerk werd dan op 19 september 1897 ingewijd. Samen met de pastorie, in een vergelijkbare bouwwijze in 1894 ten zuiden van de kerk opgericht, en met de in datzelfde jaar gebouwde evangelische school op 15 meter noordwaarts van de kerk, vormde deze laatste een homogeen ensemble.
De bouwkosten van de kerk bedroegen met inbegrip van de binneninrichting 27600 Mark, alsook 2275 Mark voor de klokken. Naast giften van het Gustav-Adolf-Verein ondersteunde keizer Wilhelm II de bouw met 10000 Mark als „allerhöchstes Gnadengeschenk". Voor elk van de 130 zitplaatsen in de kerkschip kwam daarbij een rekenkundig bedrag van 212 Mark. Ter vergelijking: het doorsnede maandloon van een industriearbeider lag ongeveer bij 40 Mark, een van een gemiddelde beambte tussen 60 en 80 Mark.
Het verzorgingsgebied van de kerkgemeente strekt zich naast de beide naamgevende gemeenten ook over de evangelische christenen in de toenmalige gemeenten Oberemmel, Wasserliesch, Cönen, Temmels, Tawern, Wellen, Wincheringen, heden in het Saarland: Sinz, Nennig, Besch, Oberleuken, Perl, Tünsdorf, links van de Mosel: Igel, Langsur, Ralingen en Minden.
Door de aaneensluiting in het jaar 1930 van de toenmalige zelfstandige gemeenten Conz en Merzlich tot de gemeente Konz veranderde de naam van de evangelische kerk in Konz-Karthaus.
Bij een vliegtuigaanval op Konz op 12 september 1915 viel gedurende de eredienst een brandbom vlak naast de kerk.
Nagenoeg gelijktijdig werden onder gelijkaardige omstandigheden de Evangelische Kerk van Saarburg, de Evangelische kerk van Hermeskeil en de Evangelische Christuskerk van Wittlich gebouwd.

### Renovaties van 1966 en 1984/1985

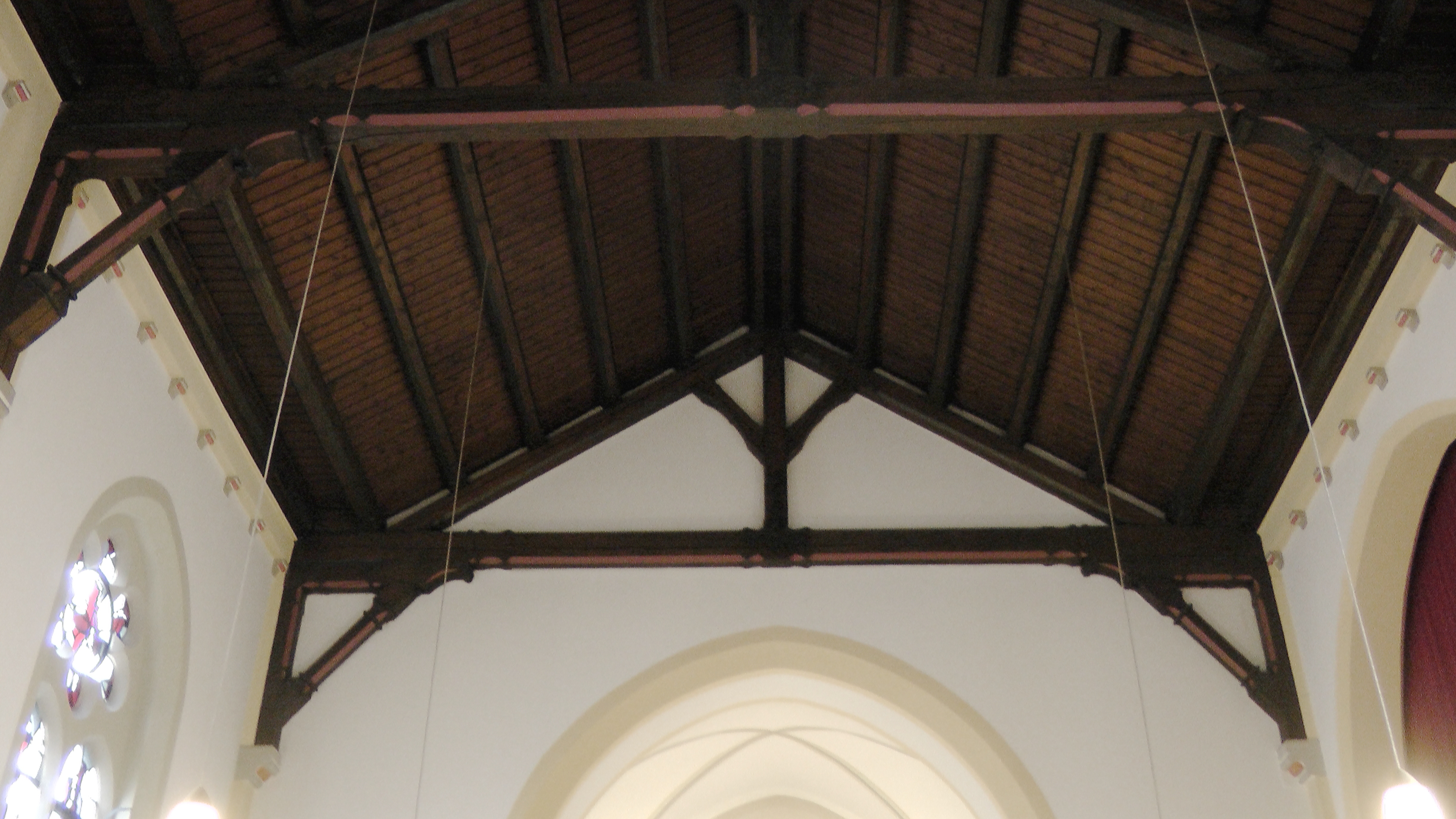
Offener Dachstuhl von innen

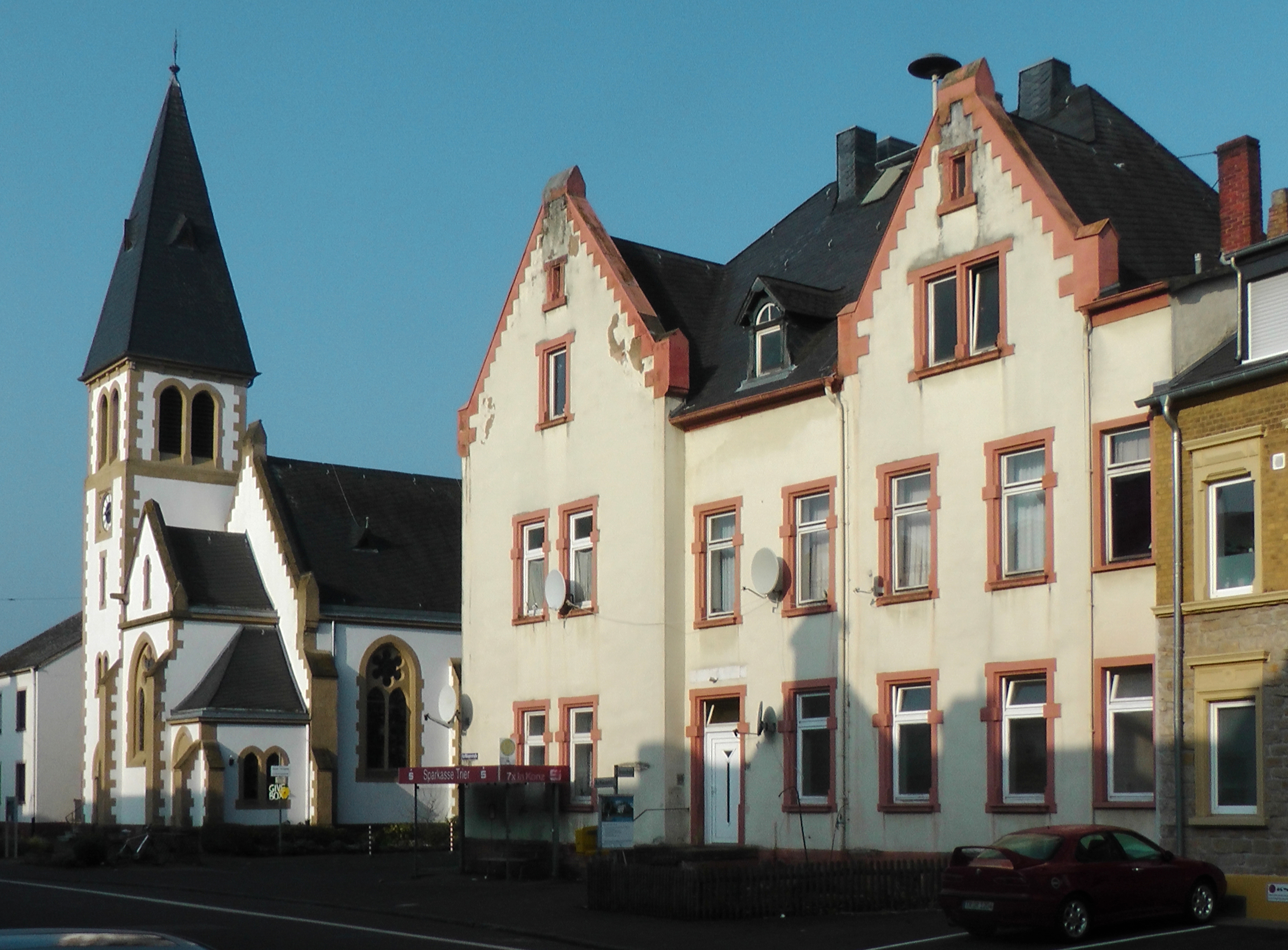
Ehemaliges Schulhaus (rechts von der Kirche)

Het meer dan 65 jaar oude kerkgebouw was - niet in het laatst door twee oorlogen en economisch moeilijke tijden - sterk renovatiebehoeftig geworden. Ook de nieuwe eredienstvormen van de jaren 60 zouden in de vormgeving van het kerkruim merkbaar worden. Als gevolg van meerdere industrievestigingen in de omgeving verdubbelde in de omgeving het getal van de gemeenschapsleden.
De in 1966 doorgevoerde kerkverbouwing werd geleid door de architect Nils-Wolff Hammer aus Trassem. Daarbij werden de neogotische altaartafel en de hoge kansel verwijderd en op 20 mei 2014 vervangen door een stenen altaartafel naar het ontwerp van de kunstenaar Manfred Freitag en een kansel in de vorm van een lessenaar naar design van de jaren 60. De vast ingebouwde, zware kerkbanken, die de ganse breedte van de kerk vulden, werden door lichte, transportabele en half zo lange banken vervangen.
Aan het einde van de kerk werd een door een draaitrap ontsluitend hoogzaal voor orgel en kerkkoor, 7 meter lang en 4,45 meter breed, nieuw ingebouwd. Om het binnenste van de kerk lichter te laten uitzien, werden de grijstonen beschilderde glasramen verwijderd en vervangen door in de stijl van de jaren 80 artistieke ontworpen heldere glasramen. De klare, in geel en wit gehouden beschildering van de kerk was eveneens een ontwerp van Manfred Freitag. De buitendeuren van de kerk werden door nieuwe, met koperplaten beslagen houten deuren vervangen. Het uit verwarmingstechnische redenen opgevatte plan, om onder de bestaande houtbedekking een dieper gelegen plafond binnen te plaatsen, werd niet gerealiseerd.
Reeds voor de renovatie van de kerk werd in 1961 de pastorie afgebroken en door een nieuwbouw in de stijl van de jaren 60 vervangen. De vroegere evangelische school werd op 1 september 1970 opgeheven. Het schoolgebouw is in bezit van de stad Konz en dient als noodonderkomen. Naar een nieuwe benutting wordt op heden (2014) nog gezocht.
In 1984/1985 werd de kerk nogmaals gerenoveerd. In het kader van deze renovatie kwam de tot op heden gebruikte kansel.

## Kerkgebouw

### Bouwbeschrijving

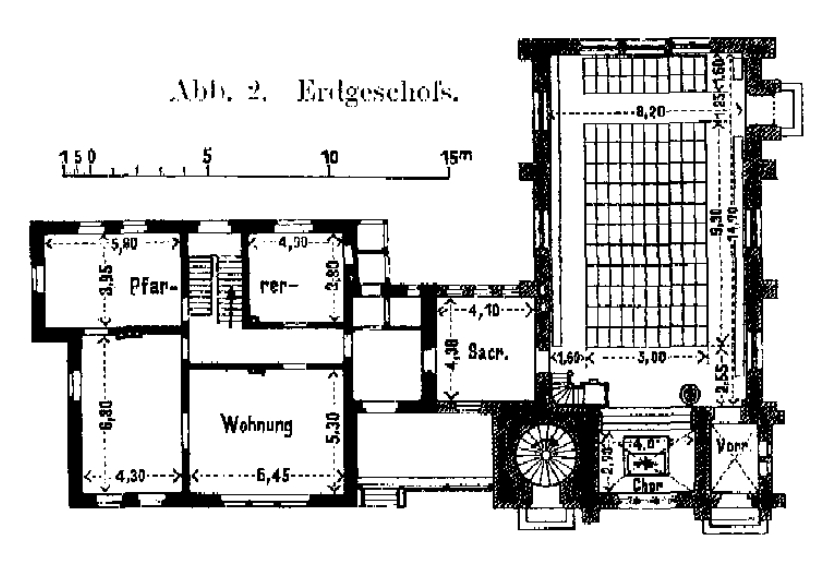
Grondplan, gepubliceerd in 1898

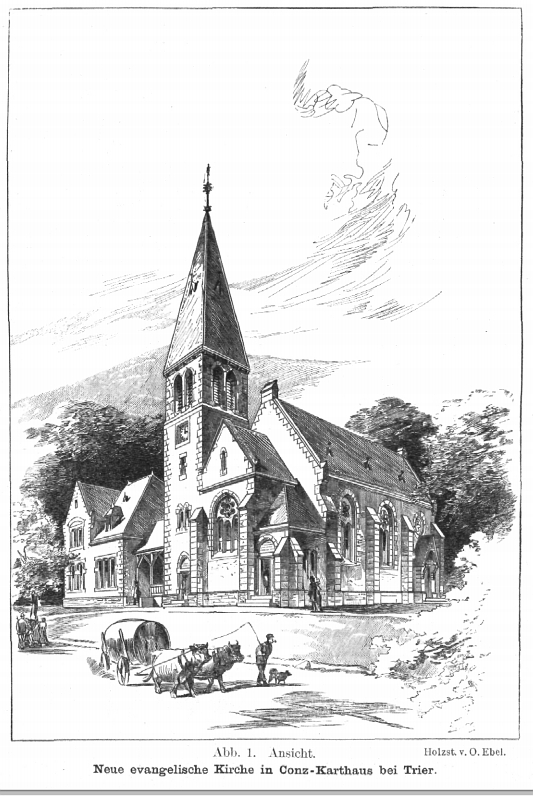
Houtsnijwerk van von Otto Ebel, gepubliceerd in 1898

De kerk is een driebeukige zaalkerk met de puntgevel naar de straat gericht met een afzonderlijk rechthoekig priesterkoor. Aan de zuidzijde van het koor staat de klokkentoren, aan de noordzijde is een ingang met tochtdeur. De conceptie van de kerk beantwoordt aan de aanbevelingen van Eisenacher Regulativ(een voorschriftencatalogus voor de vormgeving van protestantse kerkgebouwen in Duitsland). Hiervan is afgeweken voor de plaats van het orgel en de door de bouwkundige omgeving gebonden uitlijning van de kerk.
De kerk grenst rechthoekig aan de Karthäuser Straße en is daardoor naar het zuidoosten gericht. De kerk is gemetst uit zandsteen, de gevels zijn tot op de geordende architectuurelementen na bepleisterd. De sokkel bestaat uit rode zandsteen uit de op 8 km afstand gelegen steengroeven van Tawern.
Liseen, steunberen, raamomlijstingen alsook het maat- en staafwerk van de kerk werden uit weerbestendige heldere zandsteen, eveneens uit Tawern, vervaardigd. Het bordes drempel basaltlava uit Niedermendig. Het dak werd in een Oud-Duitse uitvoering met leisteen bedekt.
Het kerkschip bezit aan de zijwanden elke twee en aan de rugzijde drie licht spitsboog-maaswerkvensters met elk twee lancetram zespas, verder elk een kleine roosvenster met een zespas aan de zijwand naast het orgel. In het koor bevindt zich dan achter het altaar een groot spitsboog-maaswerkvenster met drie lancetramen en een bovenliggend zespas.
Voor de welving van de koor en van de voor- en zijingang werd puimsteen aangewend. Het kerkschip en de sacristie hebben een houtbedekking. De vloer bestaat tot de tijd van de verbouwing uit twee centimeter dikke gedrenkte beukenhouten planken. Het resterende kerkraam was met platen belegd. In het kader van de renovatie in 1965/1966 werden deze door steenbedekking uit zwarte berookte steen vervangen. De draaitrap naar de zijgalerij bestaat uit de harde zandsteen, van daar af is de torentrap uit hout vervaardigd. De beweegbare kerkbanken boden plaats voor ongeveer 146 bezoekers. Nog 20 plaatsen kunnen door bijkomende stoelen verschaffen worden. Aan de westzijde van de kerk bevindt zich de in het kader van de renovatie in 1996 ingebouwde orgelgalerij. De oorspronkelijke orgelgalerij bevindt zich op het eerste verdiep van de toren boven de sacristie.

### Glasramen

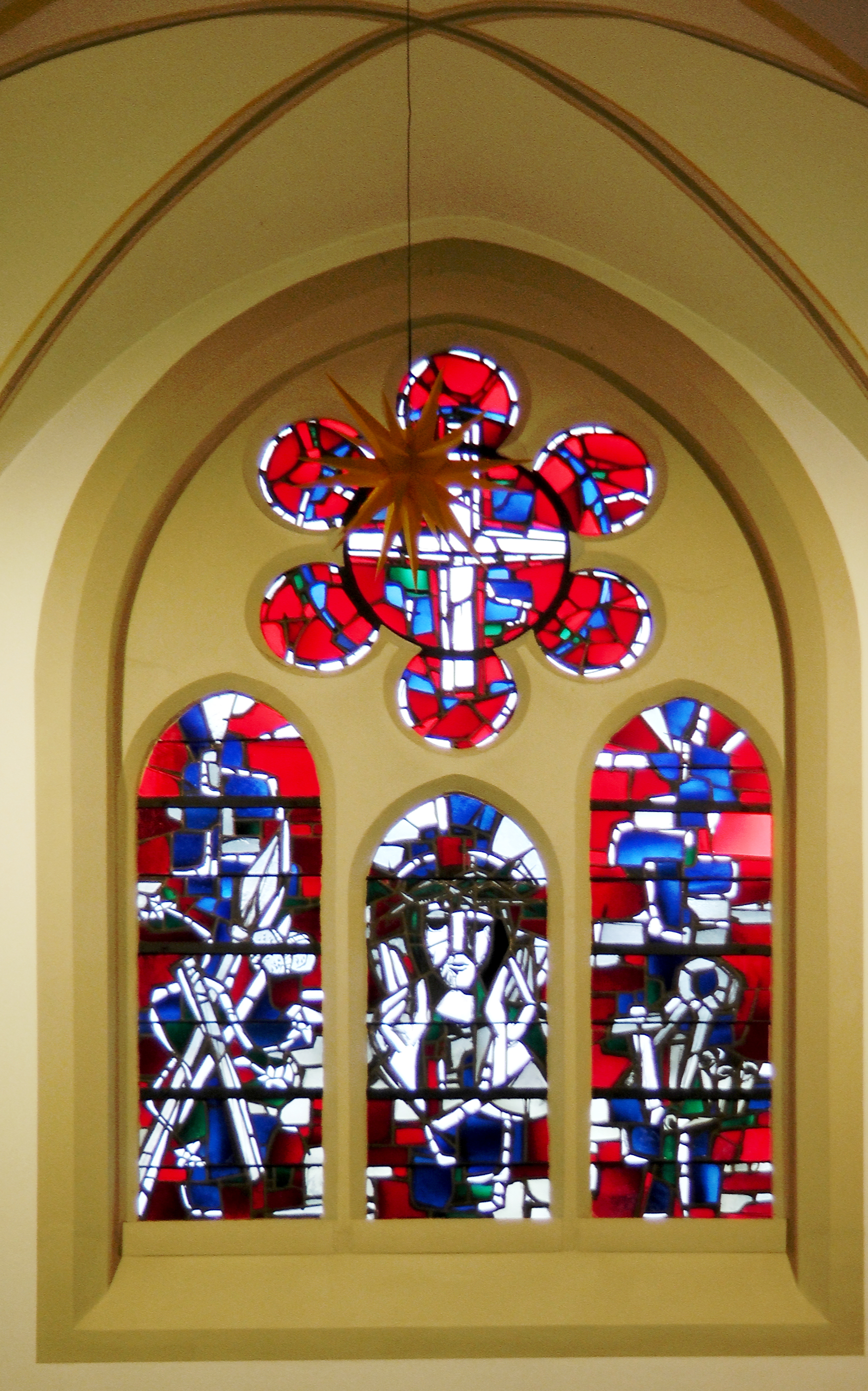
Glasraam in het koor

De oorspronkelijke glasramen uit de glasschilderswerkplaats van Binsfeld & Jansen in Trier zijn op heden niet meer beschikbaar. Zij waren zuiver ornamentaal in Grisaille-techniek uitgevoerd. De afzonderlijke ruiten hadden de vorm van een ruit.
In het kader van de renovatie van 1966 werden ze door nieuwe, heldere grasramen met loodlijsten in verschillende breedten van de kunstenaar Freitag uit Oberbillig vervangen. Het middelste raam achter het altaar toont de zegende Christus met doornenkroon. De flankerende ramen tonen de martelwerktuigen en in de rozet erboven wordt een kruis voorgesteld. Aan de zijwanden en de rugwand zijn de ramen zuiver ornamentaal ontworpen en bestaan uit kleurige en doorzichtige, kleine glasruiten.

### Orgels
Het eerste orgel was een geschenk van de gemeente Odenkirchen, die haar oude kerk in 1894 liet afbreken en het orgel aan een diasporagemeenschap als geschenk aanbood. De orgelbouwer Lieck uit Mönchengladbach demonteerde het orgel op zijn oude standplaats en richtte het met grote tijdsvertraging en na aanmaningen van pastoor Strauß op de galerij boven de sacristie. Het blaastoestel moest uit plaatsgebrek in de toren ondergebracht worden.
Het geschonken instrument bleef slechts kort vrij van storingen. Een deskundige stelde in 1904 vast, dat het orgel zich in buitengewoon slechte algemene toestand bevond. Op grond van de slechte financiële toestand der gemeente werd de aanschaffing van een nieuw orgel steed weer verschoven, tot op 6 januari 1904 het orgel bij de eredienst dienst weigerde. Weinig dagen later werd besloten, bij de firma Stumm in Kirn een nieuw orgel te bestellen. Van de kosten van 4068 Mark werden 1000 Mark bij de levering en de rest van de koopprijs tot 1908 uit Zuschüssen des Consistoriums und des Kollektenfonds (Toelagen van de Consistorie en het collectenfonds) betaald. Het nieuwe orgel werd op 21 juni 1907 ingewijd. In februari ontving de gemeenschap het besluit, om voor bewapeningsdoelen, onder andere 31 stuks Zinnprospektpfeifen met een totaalgewicht van 14 kg uit het kerkorgel aan de militaire fiscus af te leveren.
Na de Tweede Wereldoorlog moest het orgel terug hersteld worden. De kerkengemeente begon in 1950 met een offergaveactie, om de som van om en bij 1000 DM voor de herstelling samen te brengen. Op grond van een in december 1966 voorgenomen bezichtiging beval het orgelambt van de evangelische kerk in Rheinland, van een verdere renovatie van de orgel af te zien, daar het als renovatiebehoeftig en met haar dispositie niet meer als eigentijds aanzien werd. Daar de kerkengemeente zich uit financiële redenen geen nieuw orgel veroorloven kon, werd een orgelpositief met vier registers van de orgelbouwwerkplaats Ernst Weyland in Opladen - op heden een stadsdeel van Leverkusen - door het Landskerkenambt aanvankelijk in huur gegeven en na twee jaar voor 8000 DM gekocht. Het positief stond in het kader van de renovatie aan de rugzijde van de in de kerk nieuw gebouwde galerij.

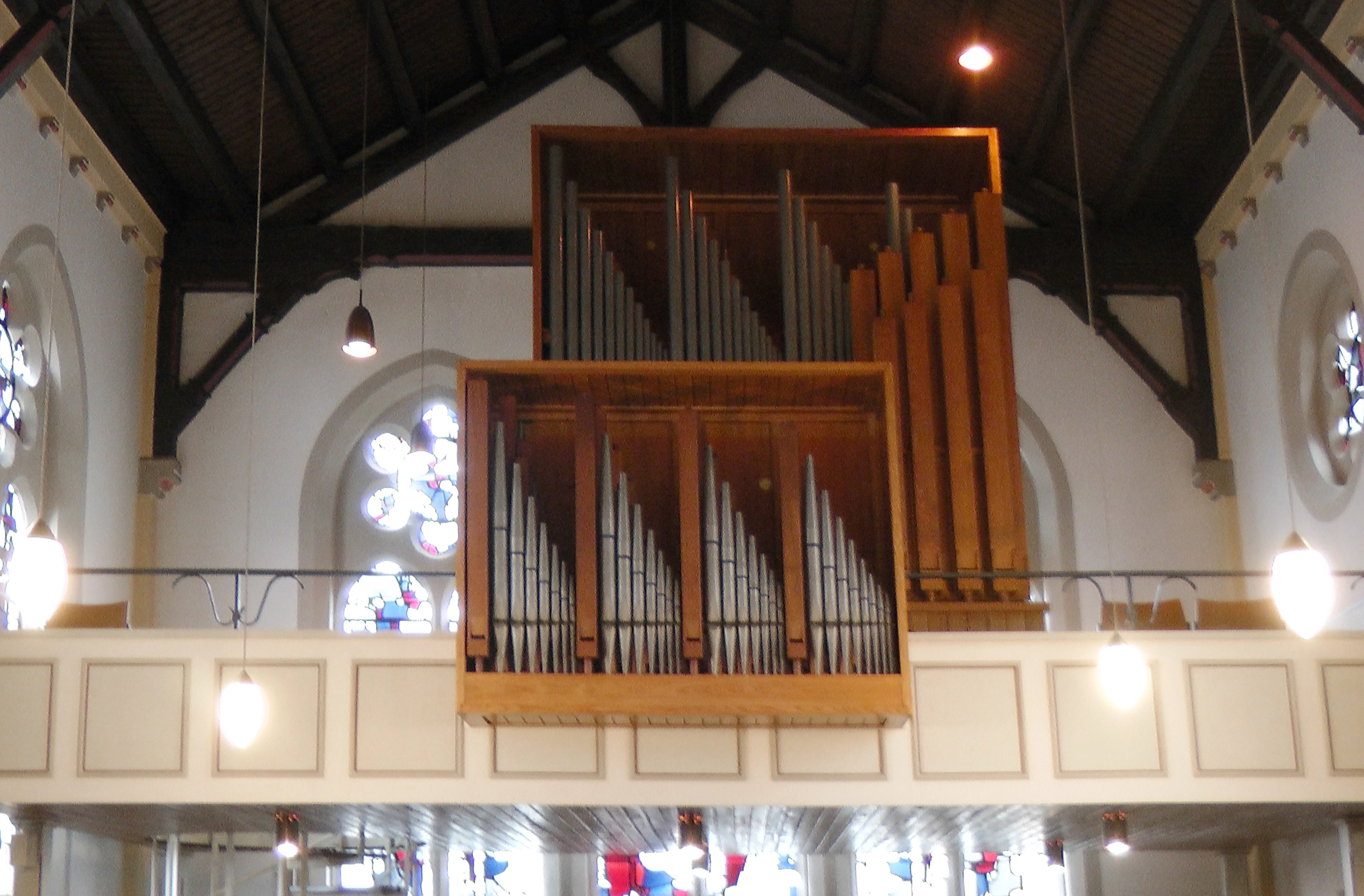
Klais-Orgel (sinds 2007)

Dit instrument werd in de jaren 90 als ontoereikend geacht. Sinds 1999 werd geld voor een nieuw orgel ingezameld. Na lang zoeken naar een in de kerkruimte passend tweedehands orgel vond het districtkantoor Martin Bambauer een passend instrument van de firma Johannes Klais, gebouwd door Hans Gerd Klais (Opus 1341) in de profaneerde katholieke kerk St. Helena in Bonn. De orgelfabrikant Klais werd met de overbrenging van het orgel naar Konz belast en kon het orgel nagenoeg naar analogie van haar oorspronkelijke standplaats in Konz terug opbouwen. Alleen wegens een draagbalk staat het orgel nu zeven centimeter hoger dan in Bonn. Het orgel werd in de advent van het jaar 2007 door het districtkantoor Martin Bambauer met een concert met werken van Dieterich Buxtehude und Johann Sebastian Bach en een eigen improvisatie van het in 1938 ontstane lied Die Nacht ist vorgedrungen ingewijd.
Het orgel heeft een mechanische trakturen zonder registerhulp.
Een vergelijkbaar, maar duidelijk groter instrument staat in de Breisacher Munster.
Het orgeldispositief kon via eBay geveild worden en werd door een kleine gemeente in Mecklenburg-Voor-Pommeren voor 2831 Euro verworven worden.

### Klokken
| Nr. | Gietjaar | Gieter, Gietplaats                         | Materiaal | Massa (kg) | Slagtoon | Inscriptie | meer noodlot                                                                                     |
| --- | -------- | ------------------------------------------ | --------- | ---------- | -------- | --- | ------------------------------------------------------------------------------------------------ |
| 1   | 1897     | Mabilon, Saarburg                          | ?         | 480 kg     | a1       | Ich will Gottes Wort rühmen, auf Gott will ich hoffen und mich nicht fürchten. Psalm 56:5. (Ik wil God prijzen, op God wil ik hopen en mij niet vrezen) | Eerste Wereldoorlog: in juni 1917 gedemonteerd, getransporteerd en onvindbaar.                   |
| 2   | 1897     | Mabilon, Saarburg                          | ?         | 340 kg     | h1       | Einen anderen Grund kann niemand legen außer dem, der gelegt ist, welcher ist Jesus Christus. 1 Kor. 3:11. (Want een ander fundament, dan dat er ligt, namelijk Jezus Christus, kan niemand leggen) | Eerste Wereldoorlog: in juni 1917 gedemonteerd, getransporteerd en onvindbaar.                   |
| 3   | 1897     | Mabilon, Saarburg                          | ?         | 230 kg     | cis2     | Lasset uns halten am dem Bekenntnis der Hoffnung und nicht wanken; denn treu ist er, der sie verheißen hat. Hebr. 10:23. (Laten wij de belijdenis van hetgeen wij hopen onwankelbaar vasthouden,want Hij, die beloofd heeft, is getrouw)                                                                                      | Bleef tot 1955 in de klokkenstoel hangen, dan wegens lichte beschadiging versmolten en vergoten. |
| 4   | 1927     | Franz Schilling & Söhne, Apolda, Thüringen | ?         | ?          | g1       | Ich will Gottes Wort rühmen, auf Gott will ich hoffen und mich nicht fürchten. Psalm 56:5. (Ik wil God prijzen, op God wil ik hopen en mij niet vrezen) Op de plaats waar de vroegere klok door de oorlog vernietigd werd, in het jaar 1927 uit giften van de gemeente verworven.                                             | Tweede Wereldoorlog: in april 1942 gedemonteerd, getransporteerd en onvindbaar.                  |
| 5   | 1927     | Franz Schilling & Söhne, Apolda, Thüringen | ?         | ?          | b1       | Einen anderen Grund kann niemand legen außer dem, der gelegt ist, welcher ist Jesus Christus. 1 Kor. 3:11. (Want een ander fundament, dan dat er ligt, namelijk Jezus Christus, kan niemand leggen) Op de plaats waar de vroegere klok door de oorlog vernietigd werd, in het jaar 1927 uit giften van de gemeente verworven. | Tweede Wereldoorlog: in april 1942 gedemonteerd, getransporteerd en onvindbaar.                  |

De nieuw opgerichte kerk bekwam drie klokken in het paternoster motief in a1 (480 kg), h1 (340 kg) en cis2 (230 kg) van de klokkengieterij Mabilon in Saarburg. Evenals de tinnen orgelpijpen moesten ook de beide grote bronzen klokken gedurende de Eerste Wereldoorlog in 1917 voor bewapeningsdoeleinden afgestaan worden. In 1919 ontving de gemeente het besluit, dat de klokken niet teruggegeven kunnen worden. Eerst in 1927 konden twee nieuwe op g en b afgestemde klokken uit de klokkengieterij Franz Schilling & Söhne in Apolda tot vervollediging van het geluid aangeschaft worden. Eerst 15 jaar later, op 13 april 1942, moesten deze beide klokken uit de kerktoren gehaald worden en eveneens afgestaan worden. Alleen de kleine klok overleefde tot 1955. In dit jaar liet de gemeente bij de firma Mabilon in Saarburg drie nieuwe klokke in a1 (460 kg), c2 (280 kg) en d2 (190 kg) gieten. De huidige kleine klok werd ingesmolten.
De klokken die in de stalen klokkenstoel hangen, bevinden zich in een nagenoeg vierkante ruimte in de toren van de kerk. De klokkenkamer heeft aan alle vier de zijden in de rondbogige vensters galmgaten waardoor ze in Karthaus en in de Konze binnenstad te horen zijn. De klokken zijn evenwel langs buiten niet zichtbaar. Het luiden van de klokken gebeurt door middel van een elektrisch speelwerk, luiden met de hand is niet meer mogelijk. De openingen voor het kloktouw in de tussenbodems van de toren zijn er nog steeds. De klim tot de klokken in de toren gebeurt tot op de hoogte van de gebedsplaats met een ruime brede stenen draaitrap, daarna volgt een zeer steile houten trap en ten slotte een steile ijzeren ladder. De slagtonen van de klokken zijn a1, c2 en d2. Daarmee weerklinken de klokken in Te Deum motief.
| Nr. | Foto     | Gietjaar | Gieter, Gietplaats | Materiaal | Massa (kg) | Slagtoon | Inscriptie |
| --- | -------- | -------- | ------------------ | --------- | ---------- | -------- | --- |
| 1   | a-Glocke | 1955     | Mabilon, Saarburg  | ?         | 460 kg     | a1       | - Klokkenhals: Singet dem Herrn und lobet seinen Namen: Verkündiget von Tag zu Tag sein Heil. Ps. 96:2. (Zingt voor de Heer en verheerlijkt Zijn naam: verkondig elke dag Zijn heil. Ps. 96:2.) - Voorzijde midden: † - Voorzijde onderrand: Gestiftet von Presbyter R. Kirchner. (geschonken door Presbyter R. Kirchner) - Rugzijde onderrand: Evangelische Kirchengemeinde Konz-Karthaus 1955. |
| 2   | c-Glocke | 1955     | Mabilon, Saarburg  | ?         | 280 kg     | c2       | - Klokkenhals: Dank saget dem Vater, der uns tüchtig gemacht hat zu dem Erbteil der Heiligen im Licht. Kol. 1:12. (Dank de Vader, die u bekwaam heeft gemaakt voor het erfdeel der heiligen in het licht) - Voorzijde midden: † - Rugzijde midden : Gewidmet dem Gedächtnis unserer gefallenen Brüder in zwei Weltkriegen. „Selig sind die Toten, die in dem Herrn sterben.“ Offbg. 14 13. (Ter gedachtenis aan onze gevallen broeders in de beide wereldoorlogen: "Zalig de doden, die in de Heer sterven") - Rugzijde onderrand: Evangelische Kirchengemeinde Konz-Karthaus 1955. |
| 3   | d-Glocke | 1955     | Mabilon, Saarburg  | ?         | 190 kg     | d2       | - Klokkenhals: In allen Dingen lasset eure Bitten im Gebet und Flehen mit Danksagung vor Gott kund werden. Phil. 4:6. (Maak aan God al uw wensen bekend door middel van bidden en smeken en danken) - Voorzijde midden: † - Rugzijde onderrand: Evangelische Kirchengemeinde Konz-Karthaus 1955. |

### Bewegliche Ausstattung

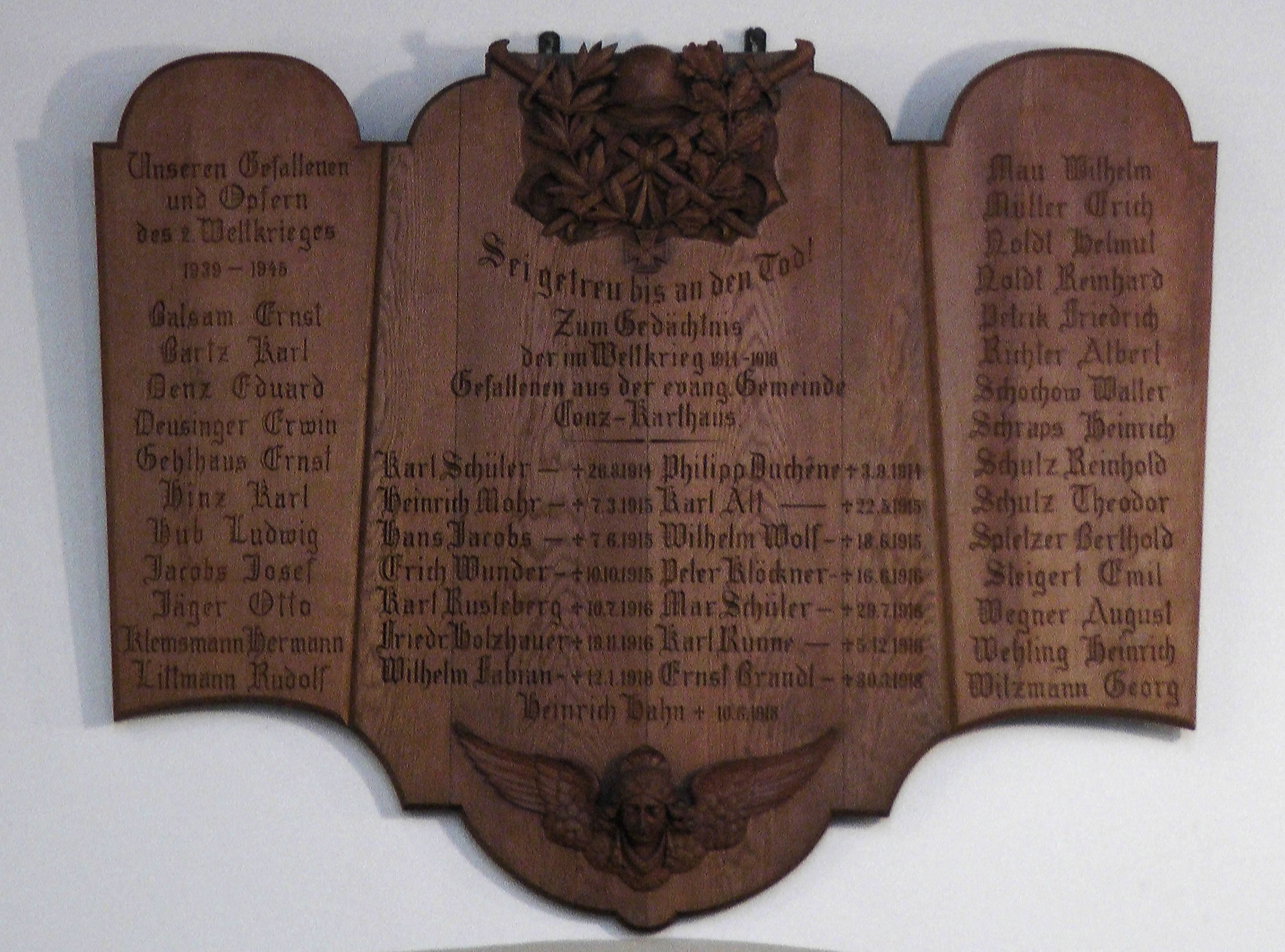
Gedenkplaat voor de oorlogsslachtoffers

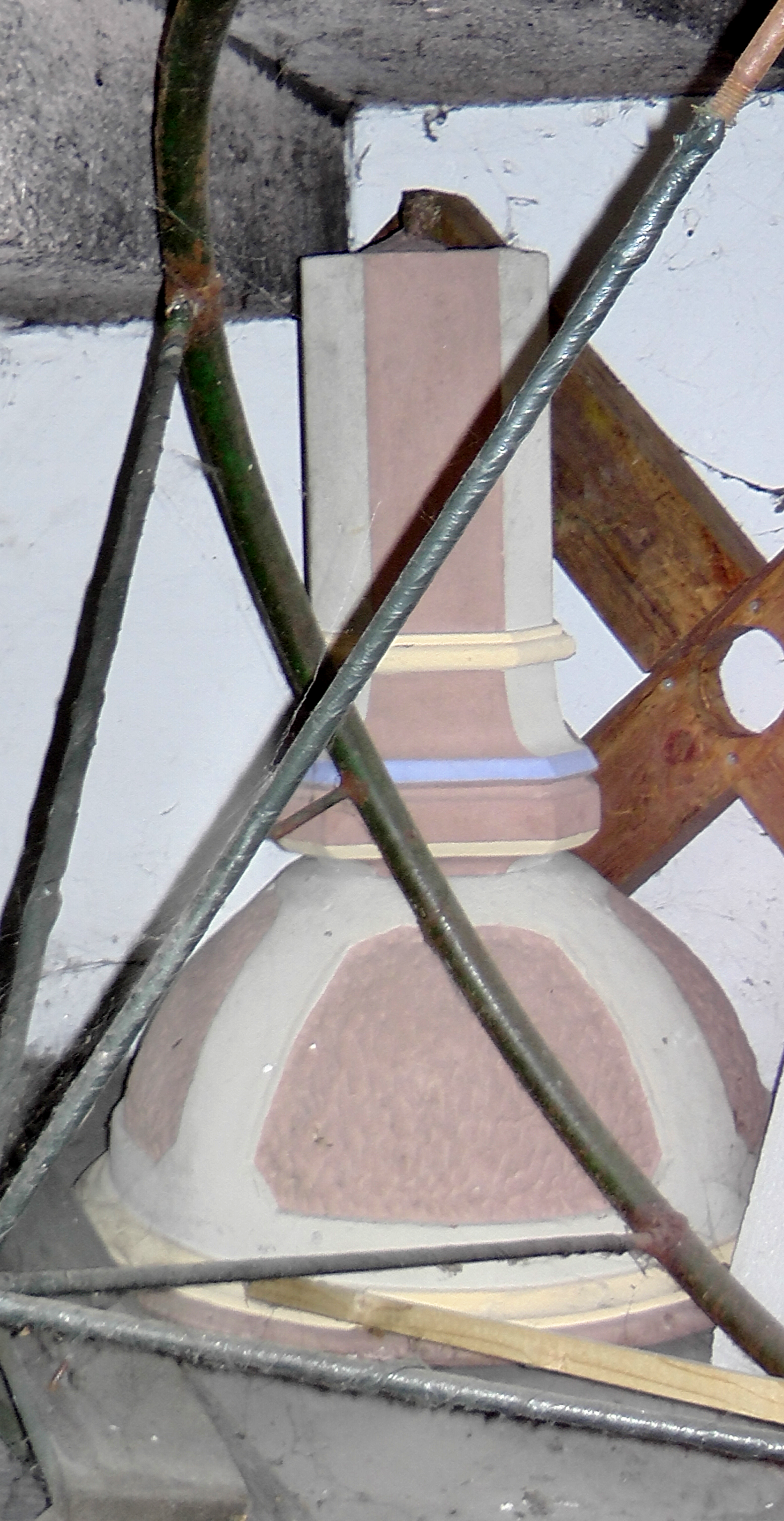
oorspronkelijke doopvont

Van de oorspronkelijke inrichting van de kerk is alleen nog het liedaankondigingsbord uit eikenhout voorhanden, dat in het raam van de eerste inrichting van de kerk voor 20 Mark verworven werd.
Niet meer beschikbaar van de oorspronkelijke inrichting zijn de houten altaartafel, de houten kansel en een ijzeren regeloven voor koolverwarming. De oorspronkelijke doopvont uit zandsteen werd gedurende de ambtsperiode van pastoor Jordan aan de sokkel beschadigd en opgeborgen. Twee kandelaars, die normalerwijze naast het altaar staan, werden in 1966, in het kader van de renovatie, aangeschaft. Ze werden door Manfred Freitag ontworpen en door de Trierse kunstsmid uitgevoerd.
De huidige doopvont (2014) en de kandelaar voor de Paaskaars werden in het jaar 2009 aangeschaft en zijn het werk van de kunstenaar Jean-Marc Jezequel uit Guissény in Bretagne (Frankrijk). De doopschaal stamt nog van de oorspronkelijke doopvont.
De gedenkplaat voor de gevallen soldaten uit de Eerste Wereldoorlog 1914-1918, die heden boven de sacristiedeur hangt, werd in 1920 in een rouwdienst onthuld en hing jarenlang boven de in- en uitgangsdeur naast het altaar. Na de Tweede Wereldoorlog werd ze links en rechts van twee vleugels voorzien.

## Pastoors en gemeenteleiding
| Naam                           | Ambtsperiode | Aanmerking                            |
| ------------------------------ | ------------ | ------------------------------------- |
| Eugen Strauß                   | 1895–1901    | sinds 1889 als pastoor-vicaris actief |
| Johann Abraham Küppers         | 1901–1929    |                                       |
| Kurt Jebens                    | 1930–1935    |                                       |
| Ewald Müller                   | 1935–1967    |                                       |
| Uwe Mundt                      | 1971–1977    | ab 1969 als Vikar                     |
| Wolfgang Wallrich              | 1977–1981    |                                       |
| Günther Leimenstoll            | 1981–1983    |                                       |
| Klaus Willbold                 | 1984–1997    |                                       |
| Martin Jordan                  | 1999–2013    |                                       |
| Anna Peters en Christoph Urban | 2013–        | eerste pastoorspaar                   |

De eerste pastoor der parochie was Eugen Strauß. Hij werd op 9 juni 1889 als pastoor-vicaris ingezet en op 28 juni 1895 als pastoor benoemd.
Op 19 augustus 1894 kozen de stemgerechtigde leden van de kerkengemeente representanten, die van hun kant op 16 september 1894 het eerste, vierkoppige presbyterium kozen. Presbyterium en representanten voerden vervolgens gemeenschappelijke zittingen in, waarin over de aangelegenheden van de kerkengemeente beslist werd.
Op heden (2014) horen tien leden en de gemeentepastoor het presbyterium aan. Op grond van de presbyteriaal-synodale structuur van de Rheinische Landeskirche ligt de leiding op alle vlakken bij de telkens gekozen leden, op het vlak van de kerkgemeente bij het presbyterium.
Naast het pastoorsechtpaar zijn in de gemeente een gemeentepedagoge, een kosteres en de medewerksters der Kita "Arche Noah" werkzaam.

## Gebruik

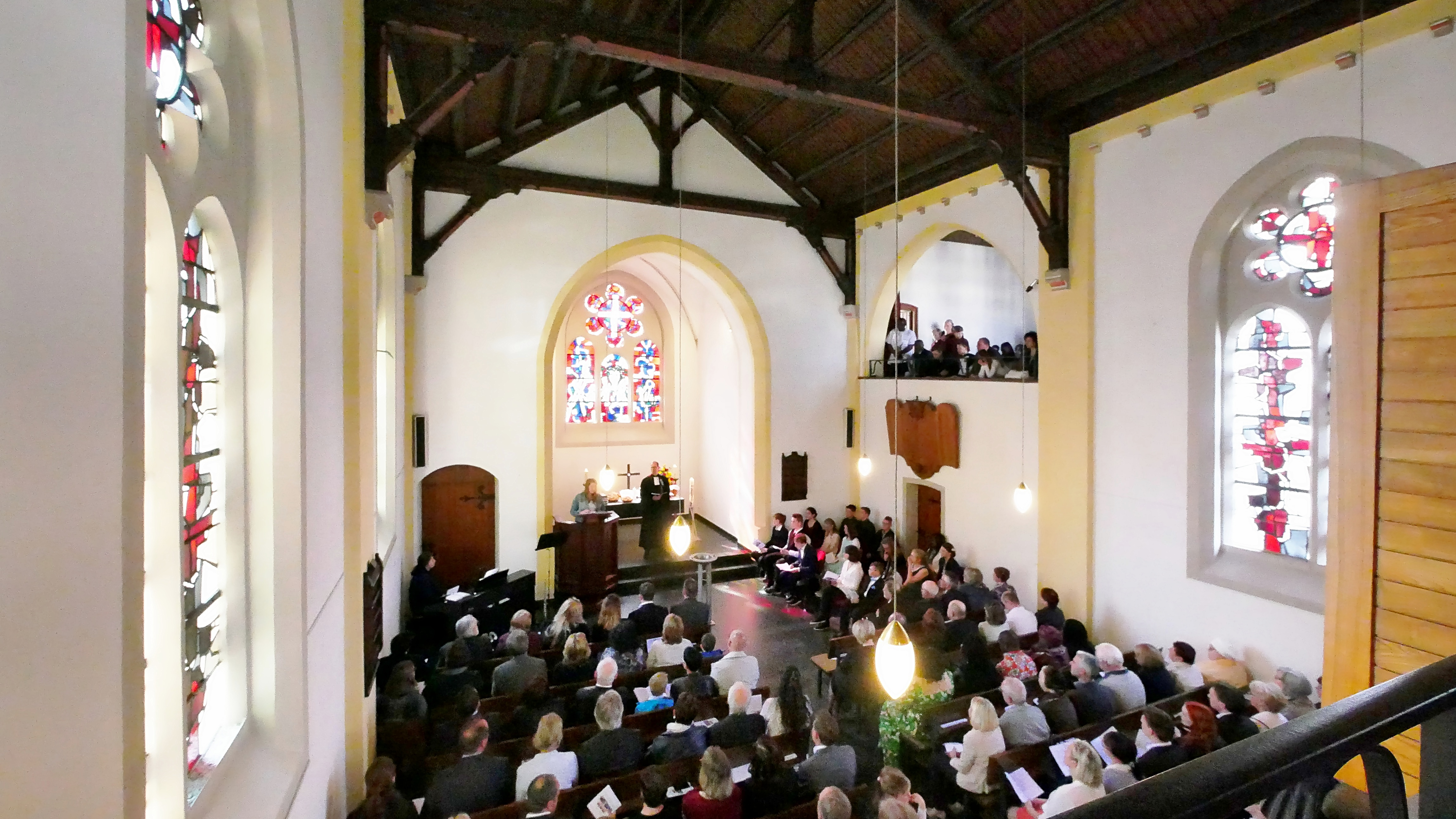
bevestiging dienst

Sinds haar stichting vindt in de kerk op nagenoeg alle zondagen en evangelische feestdagen in de regel om 10:00 uur een eredienst plaats. Enkel gedurende de evacuatie voor het begin van de Tweede Wereldoorlog en ten tijde van de evacuatie van Konz van december 1944 tot midden 1945 konden er in de kerk geen erediensten gevierd worden. De kerkgemeente viert haar erediensten volgend het protestants eredienstenboek - Agenda voor de Union Evangelischer Kirchen in der EKD en voor de Vereinigte Evangelisch-Lutherische Kirche Deutschlands en is lid in het kerkendistrict Trier van de verenigde Evangelischen Kirche im Rheinland.
Op 31 oktober 1970 vond in Konz de eerste oecumenische eredienst plaats. Op 1 juli 1971 werd de pastoorambtelijke verbinding met de kerkengemeente Perl opgeheven. Perl behoort sindsdien tot de kerkgemeente Mettlach. Sinds 1 juli 1972 werden Fisch en Paschel van de gemeente afgezonderd, ze behoren sindsdien tot Saarburg en Wiltingen. Daarmee komt het gebied van de kerkengemeente precies overeen met de in 1970 gestichte Verbandsgemeinde Konz en van het toenmalige katholieke dekenaat Konz.
Sinds ongeveer 1995 wordt na nagenoeg alle erediensten uitgenodigd tot het drinken van koffie in het gemeenschapshuis. Beginnend in de ambtsperiode van pastoor Martin Jordan werd de eredienst van een paar zondagen naar zaterdagnamiddag verplaatst. Deze erediensten zijn meestal ""bijzondere erediensten" zoals jeugd-erediensten. Beginnend met de ambtsperiode van het pastoorsechtpaar Peters/Urban werd eens per maand het begin van de eredienst naar 11 uur verplaatst en als familie-eredienst met aansluitend middageten in het parochiehuis gevierd. De eredienst van Kerstmis en voor de Konfirmation(Vormsel), bij dewelke de plaatscapaciteit niet toereikend is, kunnen naar het nabijgelegen gemeenschapshuis worden verplaatst, waar ruim 100 zitplaatsen voorhanden zijn.
Op onregelmatige tijdstippen vinden in de kerk bovendien concerten plaats.

## Omgeving
In de onmiddellijke omgeving van de kerk bestaan meerdere godshuizen van verschillende religieuze gemeenschappen: De katholieke parochiekerk en voormalige kloosterkerk St. Johann, een nieuw-apostolische kerk, sinds 1991 de Turks-islamistische moskee Haci Bayram Camii en de in 2014 geopende Duitstalige Albukhary Moschee voor moslims van uit 20 landen. De protestantse kerkgemeente streeft naar vriendschappelijke betrekkingen met alle gemeenschappen. Gemeenschappelijke evenementen beperken zich tot de jaarlijkse interkulturelle Woche (interculturele week). In september 2014 werd een gezamenlijke rondgang langs de christelijke en islamitische godshuizen op touw gezet.
 Verder zijn er verschillende gezamenlijke werkgroepen.